# Lystrup Sogn
 For alternative betydninger, se Lystrup. (Se også artikler, som begynder med Lystrup)
Lystrup Sogn er et sogn i Århus Nordre Provsti (Århus Stift).
Efter at Lystrup Kirke blev indviet i 1989, blev Lystrup Sogn 1. april 1990 udskilt af Elsted Sogn, som i 1800-tallet hørte til Vester Lisbjerg Herred i Aarhus Amt. Elsted sognekommune var ved kommunalreformen i 1970 indlemmet i Aarhus Kommune.
I Lystrup Sogn ligger Lystrup Kirke.
I sognet findes følgende autoriserede stednavne:
- Hovmarken (station)
- Lystrup (bebyggelse, ejerlav)